# Carlo Emmanuele dal Pozzo
Carlo Emmanuele dal Pozzo, 5e prince de La Cisterna (né le 7 janvier 1787 à Turin et mort le 26 mars 1864 à Turin), est un noble italien du XIXe siècle, homme politique du royaume de Sardaigne.
Il est le 5e prince de Belriguardo, 6e marquis de Voghera, 6e comte de Reano, 8e comte de Ponderano, 8e comte de Bonvicino, 6e comte de Neive, 6e comte de Perno et possédait encore d'autres titres .

## Biographie
Carlo Emmanuele dal Pozzo est un libéral qui participe à l'insurrection piémontaise du février 1821, il conspire contre le roi de Sardaigne Victor-Emmanuel Ier dans le but de permettre la mise en place d'une monarchie constitutionnelle. Il échoue et doit partir en exil en France, où il continue de comploter.
En 1848, il revient en Italie, et devient sénateur du royaume de Sardaigne .
À Bruxelles, le 27 septembre 1846 en l'église des Minimes, Charles Emmanuel épouse la comtesse Louise de Merode-Westerloo, fille du comte Werner de Merode, maison principale de Rubempré, et de Louise de Spangen d'Uyternesse tandis que sa belle-sœur Antoinette de Mérode-Westerloo épouse le prince Charles III de Monaco.

## Descendance
Le couple a deux filles :
1. Maria Vittoria Carlotta Enrichetta dal Pozzo ; née à Paris en 1847, elle épouse le prince Amédée de Savoie, duc d'Aoste, fils de Victor-Emmanuel II de Savoie roi d'Italie et Adélaïde de Habsbourg-Lorraine, qui devient roi d'Espagne en 1870, sous le nom d'Amédée Ier d'Espagne [7].

1. Beatrice Giuseppa Antonia Luisa dal Pozzo, née en 1851 et décède en 1864.

Devenue l'unique héritière de son père après la mort de sa sœur, Maria Vittoria hérite des titres et de la fortune de son père, qui passent à la maison de Savoie-Aoste.